# Briestenskovci
Briestenskovci nebo Briestenský byl šlechtický zemanský kuriální rod pocházející z trenčínské obce Briestenné. První zmínky o příslušnících rodu jsou známé z přelomu 15. a 16. století.

## Dějiny rodu
V listině z roku 1510 se připomíná "nobilis Michael de Briest". Zajímavý je údaj z roku 1576. Jde o zápis z výslechu svědků v hraničním sporu mezi považskobystrickým a Lietavským panstvím o užívání tzv. Suché doliny. Výslech vedl Juraj Nozdrovický, slúžný Trenčínské stolice a Rafael Prečinský, přísežný stolice, pro Andreje Baláša z Balážskych Ďarmôt a na Bystrici. Zápis je pozoruhodný v tom, že byl učiněn v češtině (s mnoha slovakismy). V zápisu se jako pristald uvádí "urozený Mateg Bryestenski z Bryesteneho".  Rodině patřila zemanská obec Briestenné. V postavení rychtářů obce se střídali pouze zemané Briestenští. Např. v letech 1866 - 1873 byl rychtářem Ján Briestenský. Právě v roce 1873 bylo v Briestennom 14 domů, 81 obyvatel, katastrální území obce mělo rozlohu 326 katastrálních jiter. Sedro (soudní dvůr) pro Briestenné byl v Trenčíně, okresní soud měl sídlo v Ilavě. Nejbližší pošta byla v Považské Bystrici. Stejný stav je i v roce 1877, navíc máme pouze informaci, že Briestenné podléhá při výběru daní Bernímu úřadu v Púchově.
Z listiny Nitranské kapituly z 1. prosince 1492 (Potvrzující držení Drienového syny Ladislava Podmanického - Janem, Michalem a Štefanem). V listině se mezi svědky uvádí Ján z Briestenného - Joannes de Brezthen. Maďarský historik Lukinich v poznámkovém aparátu k listině uvádí, že Jan z Briestenného je členem rodu Briestenských v Briestenném.
Původní listina je psána na pergamenu, je opatřena přívěsnou pečetí na hedvábné šňůře cihlově barvy. Nachází se v zemském archivu v Budapešti, ve fondu Diplomatikai levéltár pod č.19 923. Protože Jan z Briestenného je v listině uveden mezi ostatními významnými svědky - zemany, naznačuje to, že obec i rod existovaly již mnohem dříve  .
Už v 17. století se rod Briestenských začal rozvětvovat a jednotlivé větve si začali psát příjmení. Dokazuje to i soupis šlechty Trenčínské stolice z let 1646/47. V soupisu jsou uvedeni: Ján starší, František, Michal, Juraj starší, Briestenskovci (Briesztenszky), Jan Briestenský, jinak Mikloviech se syny a Michal Briestenský, jinak Václavoviech. Ve druhé polovině 17. století přibyla ještě větev Briestenský, jinak Dolný.
V první polovině 18. století přibyla další větev rodu - Briestenský, jinak Némesi. Rod se rozšířil i mimo Briestenného - nejdříve do Pružiny , později do Německého (dnes Nitranského Pravna). V Německém Pravně příslušníci rodu vlastnili kurii v centru městečka (na náměstí). Působili zde jako rektoři na městské škole i jako Varhaníci v kostele Mučednické smrti sv. Jana Křtitele. Příslušníci rodu byli i soukeničtí mistři a stali se členy Soukenického cechu v Německém Pravně, který zde existoval již od druhé poloviny 16. století.
V 18. století se příslušníci rodu Briestanský uvádějí v první polovině století kromě Trenčínské už i v Nitranské a Tekovské stolici, o něco později také v Bácské a Hevešská stolici. Známé jsou i údaje o některých členech rodu. Štefan Briestenský byl roku 1717 notářem obce Velké Kostoľany. Od roku 1777 působil v Žilině Ján Jozef Briestenský (1751 – 1806) jako farář, později i žilinský vicearchidiakon, působil do roku 1792. V letech 1797 až 1806 byl nitranským kanovníkem.
Juraj Briestenský byl roku 1668 familiárem barona Michala Majthényiho, asesora Nejvyššího uherského soudu.

## Erb rodiny Briestenských
I když je samozřejmé, že rod používal vlastní heraldické znamení (erb) určitě už od 15. století, erb rodu se našel až na pečetích příslušníka rodu z konce 18. století. Maďarský historik Béla Kempelen vzpomíná erbovní listinu Briestenskovcov z roku 1726, nenašla se však nikde zveřejněna. Pokud skutečně existovala, muselo jít jen o potvrzení, nebo vylepšení erbu.
Erb rodu našli historici na pečetích Andreje Briestenského (1788 - 1811), jakož i na pečeti Jana Briestenského (1798). Barevné řešení erbu uveřejnil maďarský historik Július Andráši ml. v roce 1913. Erb Briestenských tvoří modrý štít, ve kterém na zeleném pažitu stojí doprava obrácený dvouocasý lev s mečem v pravé tlapě. Klenot tvoří bílý pelikán krmící své potomstvo. Přikrývadla jsou modro - zlaté a červeno - stříbrné.

## Známí příslušníci rodu
Mezi nejvýznamnější členy rodu patřili:
- Michael de Briest ( 16. století ?), Asi zakladatel rodu
- Ján Briestenský ( 19. století ?), Rychtář obce Briestenné
- Štefan Briestenský (18. století), notář obce Velké Kostoľany
- Ján Jozef Briestenský (18. století), farář v Žilině, později vicearchidiakon, Nitrianský kanovník
- Anton Adalbert Bresztyenszky (* 1786 - † 1851 ), maďarský matematik a autor učebnic
- Andrej Bresztenszky (* 1769 - † 1842), římskokatolický kněz
- Anton Vojtech Briesztanszký, OSB (* 1786 - † 1851), římskokatolický kněz, řád svatého Benedikta - benediktinské
- Anton Bresztyenszky (* 1806 - † 1834), římskokatolický kněz
- Ján Bresztyenszky (* 1849 - † 1904), římskokatolický kněz
- Július Bresztyenszky (* 1867 - † 1911), římskokatolický kněz, pohřben je ve Vrícku - Münnichwies
- Alojz Ernest Bresztyánszky (* 1868 - † 1911), římskokatolický kněz
- Ambrož Bresztyenszky (* 1869 - †), římskokatolický kněz

## Galerie

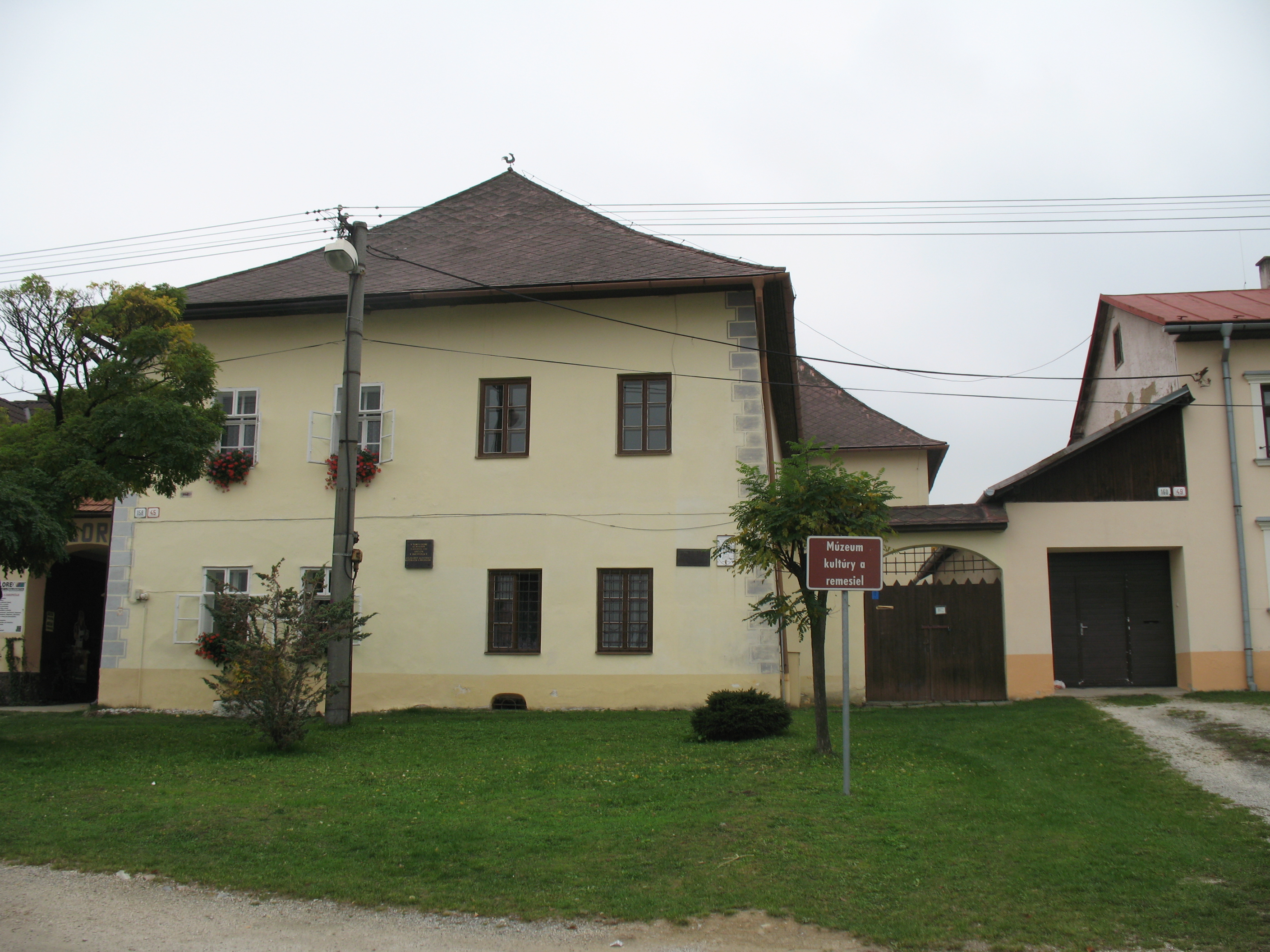
Kurie rodiny Briestenských v Nitranském Pravně
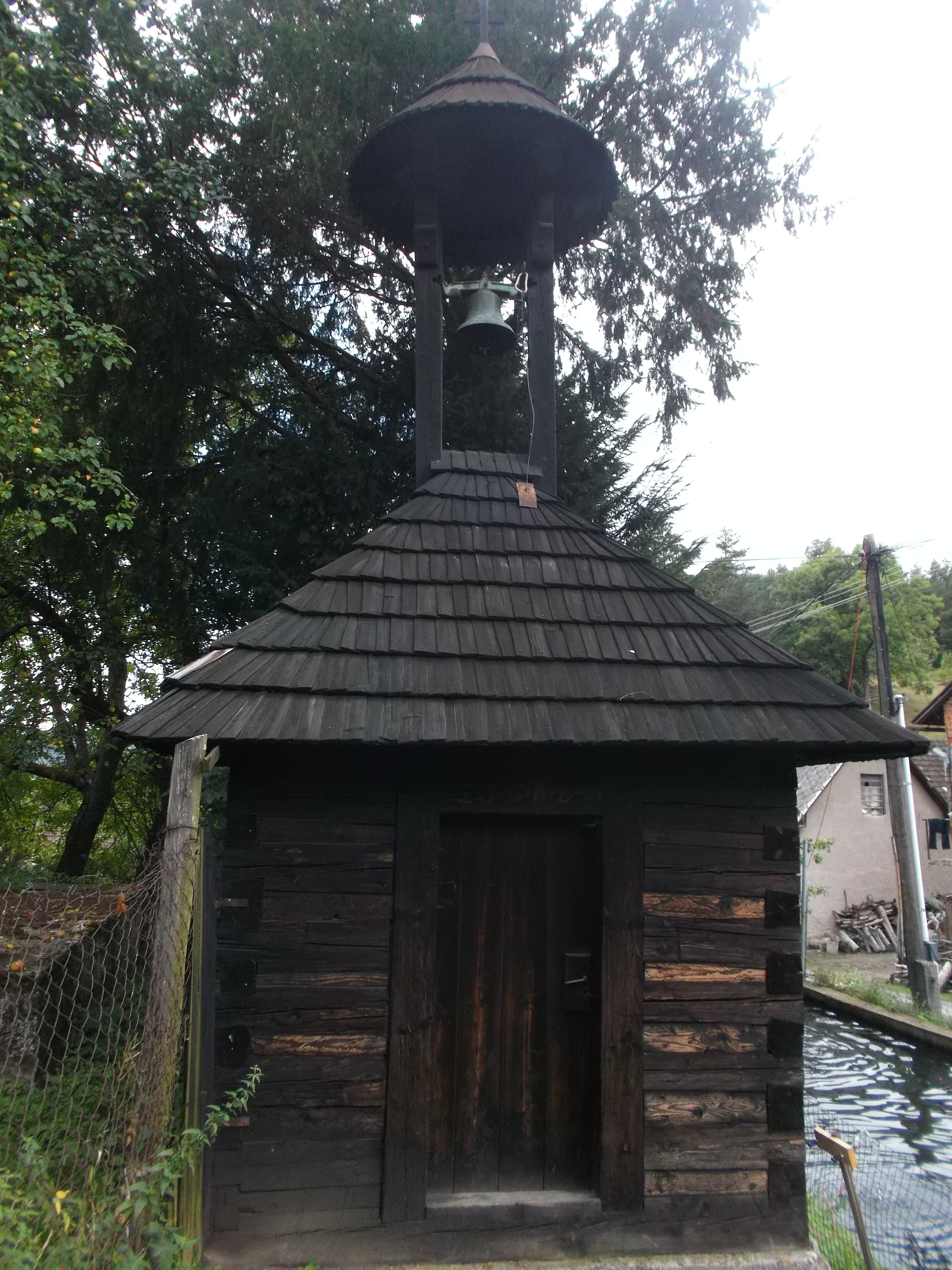
Zvonice v Briestennom z 19. století